# Bruce Simpson
Pour les articles homonymes, voir Simpson.
Bruce Simpson (né le 6 mars 1950 à Toronto) est un athlète canadien, spécialiste du saut à la perche.

## Biographie
Il remporte trois médailles lors des Jeux panaméricains, le bronze en 1971, l'argent en 1975, et l'or en 1979 à San Juan où il s'impose avec un saut à 5,20 m. En 1978, il s'adjuge le titre des Jeux du Commonwealth à Edmonton en franchissant 5,10 m.
Il se classe cinquième des Jeux olympiques de 1972 avec la marque de 5,20 m. Lors de l'édition suivante, en 1976 à Montréal, il atteint de nouveau la finale mais ne franchit aucune barre.
Il remporte sept titres de champion du Canada du saut à la perche, en 1970, 1971, 1972, 1975, 1980, 1981 et 1982.
Son record personnel, établi en salle en février 1978 à Toronto, est de 5,38 m.

### Palmarès
| Date | Compétition                | Lieu       | Résultat | Épreuve          | Performance |
| ---- | -------------------------- | ---------- | -------- | ---------------- | ----------- |
| 1970 | Jeux du Commonwealth       | Édimbourg  | 5e       | Saut à la perche | 4,60 m      |
| 1971 | Jeux panaméricains         | Cali       | 3e       | Saut à la perche | 4,90 m      |
| 1972 | Jeux olympiques            | Munich     | 5e       | Saut à la perche | 5,20 m      |
| 1975 | Jeux panaméricains         | Mexico     | 2e       | Saut à la perche | 5,20 m      |
| 1975 | Universiade                | Rome       | 2e       | Saut à la perche | 5,20 m      |
| 1977 | Coupe du monde des nations | Düsseldorf | 7e       | Saut à la perche | 4,90 m      |
| 1978 | Jeux du Commonwealth       | Edmonton   | 1er      | Saut à la perche | 5,10 m      |
| 1979 | Jeux panaméricains         | San Juan   | 1er      | Saut à la perche | 5,15 m      |
| 1979 | Coupe du monde des nations | Montréal   | 4e       | Saut à la perche | 5,20 m      |
| 1982 | Jeux du Commonwealth       | Brisbane   | 4e       | Saut à la perche | 5,10 m      |

### Records
| Épreuve          | Performance | Lieu    | Date            |
| ---------------- | ----------- | ------- | --------------- |
| Saut à la perche | 5,38 m      | Toronto | 13 février 1976 |